# Carga hueca nuclear
Una carga hueca nuclear es una bomba nuclear capaz de enfocar una significativa parte de la energía de su explosión en una cierta dirección, en oposición a una explosión esférica omnidireccional. Edward Teller se refirió a dicho concepto como armas nucleares de tercera generación, la primera generación siendo la bomba de fisión nuclear y la segunda generación la bomba de hidrógeno.
El concepto básico se ha planteado en varias ocasiones, las primeras referencias conocidas fueron parte del proyecto de propulsión espacial llamado Proyecto Orion en la década de 1960.